# Gorgan
Gorgan (in persiano گرگان‎), ossia Gorgān che - come l'antico toponimo Hyrcania - significa "Terra dei lupi", è una città del nordest dell'Iran, all'estremo sudest del mar Caspio. Al 2016 contava 350 676 abitanti.

## Geografia fisica
È la capitale della provincia del Golestan (Astarābād), situata a 400 km da Teheran e capoluogo dello shahrestān omonimo.

## Storia
Nell'antichità era chiamata Tambrax o Thambraces, ed era capitale dell'antica regione nota come Ircania (in greco antico: Υρκανια (in antico-persiano: Vrkâna, che significava "Terra dei lupi").
La Grande muraglia di Gorgan, la seconda più grande muraglia difensiva del mondo, fu costruita nei periodi partico e sasanide.
Cresciuta in periodo islamico, abbellita con giardini e con edifici religiosi, uno dei quali dedicato a Muḥammad, figlio del sesto Imam sciita Jaʿfar al-Ṣādiq, noto come Gūr-i Surkh (La tomba rossa), fu un centro importante di tessitura della seta. 
Distrutta dai Mongoli fu in seguito ricostruita per volere di Tamerlano, senza che la città recuperasse però la bellezza precedente che l'aveva resa famosa.
La città è stata capitale nel X e XI secolo della dinastia Ziyaride, uno dei più famosi esponenti della quale fu Qābūs, o Kāvūs - mecenate di al-Biruni nell'anno 1000 - che è sepolto nella torre di Gonbad-e Kavus nella città di Gonbad-e Kavus, capoluogo dell'omonimo shahrestān.
Nelle epoche più recenti, la città è stata chiamata Astarābād ("la città della stella"). Nel 1841 furono scoperti oggetti preziosi della seconda metà del II millennio a.C., alcuni dei quali sembrano di ispirazione egiziana.

## Economia
Il commercio è la principale attività economica grazie alla sua produzione di cereali, sapone e tappeti. Recentemente anche il turismo ha avuto sviluppo, infatti il Gorgan gode di diverse attrazioni storiche e naturali e anche di musei. Alcuni di questi siti includono la Moschea (Jāmeʿ) di Gorgan, il pittoresco villaggio di Ziyarat, le sue sorgenti termali e la cascata Ziyarat, il parco forestale di Alang Darreh, le colline di Hezarpich. Il museo di Gorgan ospita reperti di Tureng Tepe e di altri siti archeologici della zona e un museo dell'artigianato. 
Gorgan è anche nota per i suoi mercati locali giornalieri dove si vendono prodotti artigianali come tappeti di lana, tessuti di seta e gioielli fatti a mano. Anche l'edilizia è un settore in ascesa, sono stati commissionati diversi progetti di costruzione anche ad architetti stranieri, grazie ai quali è stato realizzato un grande hotel.

## Cultura
A Gorgan sono presenti diverse università tra le quali:
- Mirdamad Cultural Institute (MCI)
- Islamic Azad University of Gorgan
- Golestan University of Medical Sciences
- Gorgan University of Agricultural Sciences & Natural Resources
- Mirdamad Institute of Higher Education
- Lamei Gorgani Institute of Higher Education
- Hakeem Jorjani Institute of Higher Education

## Infrastrutture e trasporti DI GORGAN

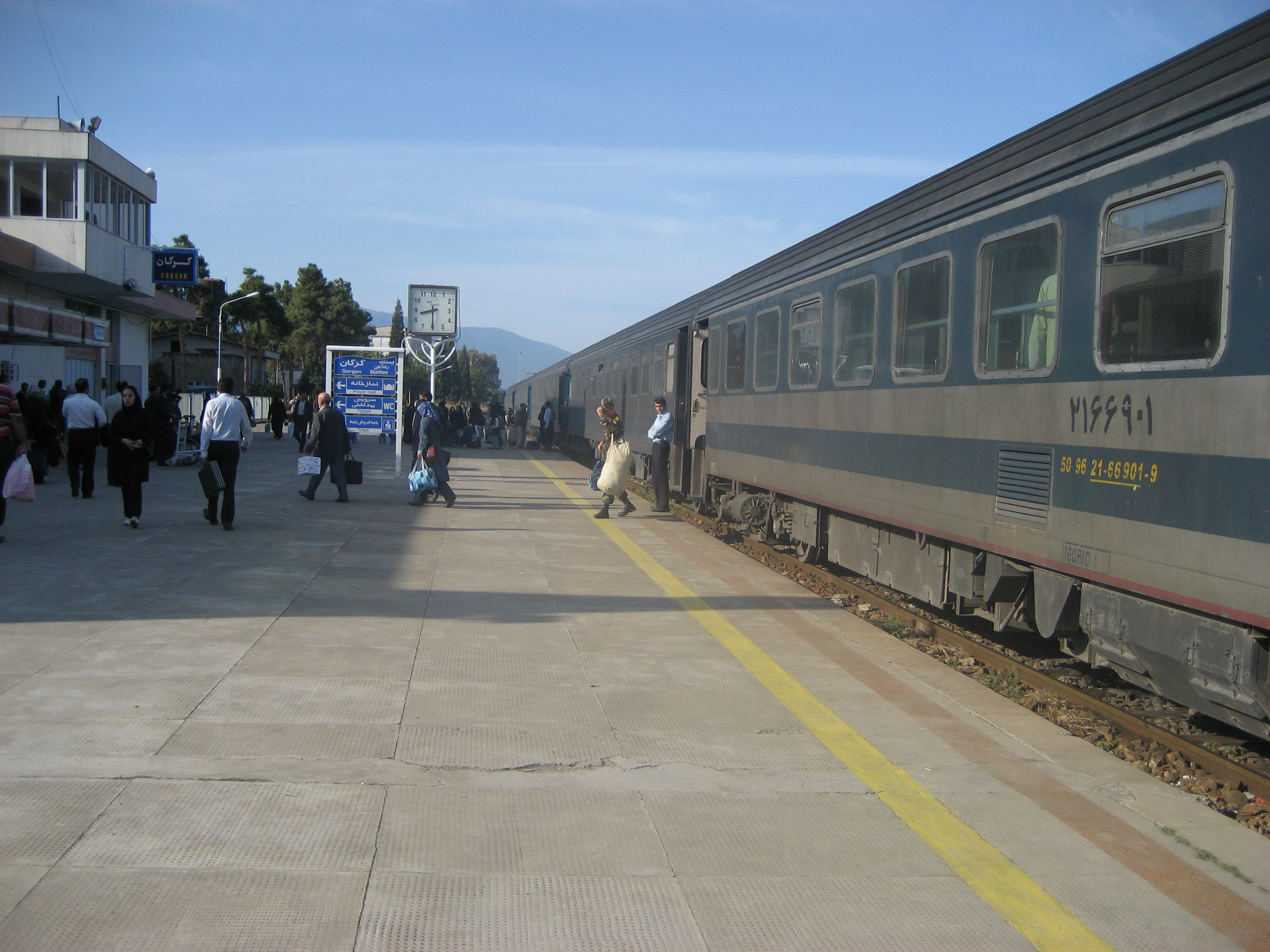
Stazione ferroviaria di Gorgan

La città è servita dall'Aeroporto Internazionale di Gorgan; e da una stazione ferroviaria; Gorgan è anche un importante snodo ferroviario.

## Sport
Lo sport principale a Gorgan è la pallacanestro. Lo Shahrdari Gorgan compete nella Super League del basket iraniano.
La principale squadra di calcio di Gorgan è l'Etka Gorgan F.C., che milita nella Azadegan League.